# Desa Rahayu (administrativ by i Indonesien, Jawa Timur, lat -7,09, long 113,28)
Desa Rahayu är en administrativ by i Indonesien.   Den ligger i provinsen Jawa Timur, i den västra delen av landet, 700 km öster om huvudstaden Jakarta. Desa Rahayu ligger på ön Madura.